# ロパチン山
ロパチン山（ロシア語: Гора Лопатина, ロパチンさん）は、サハリン島における最高峰の山である（標高1609ｍ）。ロシア地理学会によって、ロシアの地質・地理学者であり、シベリア・極東地域の探検家であるイノケンティ・アレクサンドロヴィッチ・ロパティン（I. A. ロパチン）の名前から命名された。
変成岩によって形成される山である。東サハリン山脈のナビルスキー尾根、スタラニコヴィ尾根、ルンスキー尾根が合流するティモフスキー市街地域に属する。斜面はタイガで覆われており、その上にヒマラヤスギが茂り、それらの間に雪の積もった場所や雪解けとともに咲く花が見られる。山頂はほとんど植物が育っていないが、場所によってはクランベリーが実っている。ベースキャンプから山頂に至る登山道の往復距離は約30kmである。
山頂にはかつて自動気象観測所が設置されていたが、現在では損壊している。1980年モスクワオリンピックを記念して、山頂にレーニンの胸像が建てられた。また、2017年には山頂にI. A. ロパチンに捧ぐ記念プレートが設置された。